# 아샤드 워시

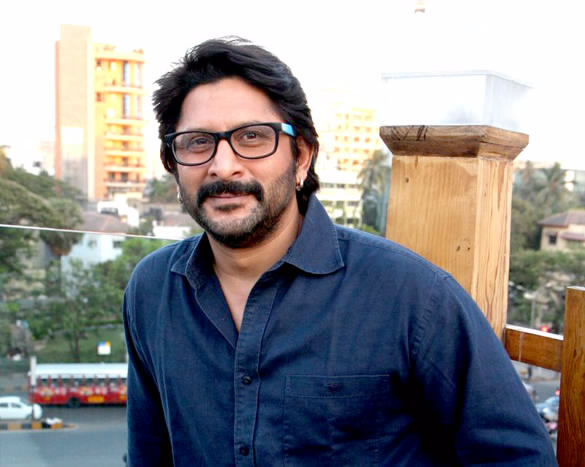

아샤드 워시(Arshad Warsi, 1968년 4월 19일 ~ )는 인도의 배우, 가수, 영화 프로듀서, 영화배우이다.
뭄바이에서 태어났다.

## 영화
- 토탈 다마알 (2019년)
- 골말 어게인 (2017년)
- 이라다 (2017년)
- 졸리 LLB 2 (2017년)
- 데드 이쉬퀴야 (2014년)
- 졸리 LLB (2013년)
- 질라 가지아바드 (2013년)
- 어잡 가자브 러브 (2012년)
- 더블 다마알 (2011년)
- F.A.L.T.U (파커찬드 앤 라커찬드 트러스트 유니버시티) (2011년)
- 골말 3 (2010년)
- 험 텀 아우어 고스트 (2010년)
- 이쉬퀴야 (2010년)
- 숏컷 - 더 콘 이즈 온 (2009년)
- 골말 리턴스 (2008년)
- 단 다나 단 골 (2007년)
- 다마알 (2007년)
- 골말 (2006년)
- 계속해요, 문나 형님 (2006년)
- 카불 익스프레스 (2006년)
- 세하르 (2005년)
- 메인 피아르 켠 키야 (2005년) - 빅키 역
- 살람 나마스테 (2005년)
- Waisa Bhi Hota Hai PartⅡ (2003년)
- 문나 형님, 의대에 가다 (2003년)